# Dióízű galambgomba
A dióízű galambgomba (Russula heterophylla) az Agaricomycetes osztályának galambgomba-alkatúak (Russulales) rendjébe, ezen belül a galambgombafélék (Russulaceae) családjába tartozó, az északi féltekén elterjedt, lomberdőkben élő, ehető gombafaj.

## Megjelenése
A dióízű galambgomba kalapja 6–12 cm átmérőjű, fiatalon félgömb alakú, majd domború, idős korban pedig kiterülően lapos lesz. Közepe mindig gödrösen vagy tölcséresen bemélyedő. A széle behajlik, az idős gomba esetében ráncolt. Felszíne fiatalon kissé ragadós, később száraz. Színe a zöld különböző árnyalatai (olívazöld, sárgászöld, barnászöld vagy szürkészöld) vagy húsvörös. A közepe lehet sötétebb, de világosabb árnyalatú is. A kalap bőre a feléig lehúzható. A vékony bőr (különösen a húsvörös változatnál) a széleken esetenként nem fedi teljesen a kalapot. Húsa kemény, pattanva törő és fehér színű; idősen puhább. Íze és szaga kellemesen diószerű. Megvágva sárgán foltosodhat.
Sűrűn álló lemezei fehérek vagy krémszínűek, tönkhöz nőttek, a féllemez ritka. Merevek és könnyen törnek, morzsálódnak. Öregen sárgásan foltos lehet. Spórapora fehér. Spórái 5-7x4-6 mikrométeresek, gömb vagy ovális alakúak, szemölcsös felszínűek.
Tönkje 3–11 cm hosszú, 1,5–5 cm vastag, fehér színű, idősen sárgán vagy barnásan foltos. Alakja hengeres vagy lefelé keskenyedő.

### Hasonló fajok
A vörös példányok a csípős ízű galambgombákkal, a halványzöldek felületesen nézve a gyilkos galócával téveszthetők össze. Hasonlíthat hozzá a sárgásbarna galambgomba (Russula mustelina) is. 

## Elterjedése és termőhelye
Az egész északi féltekén elterjedt: Európában, Észak-Ázsiában és Észak-Amerikában. Európában Spanyolországtól Skandináviáig megtalálható. Magyarországon gyakori.
Lomberdőkben található meg, fák alatt nő, sokszor tömegesen. A savanyú, agyagos talajt kedveli. Júliustól októberig lehet találkozni vele.
Jóízű, ehető gomba. Árusítható.

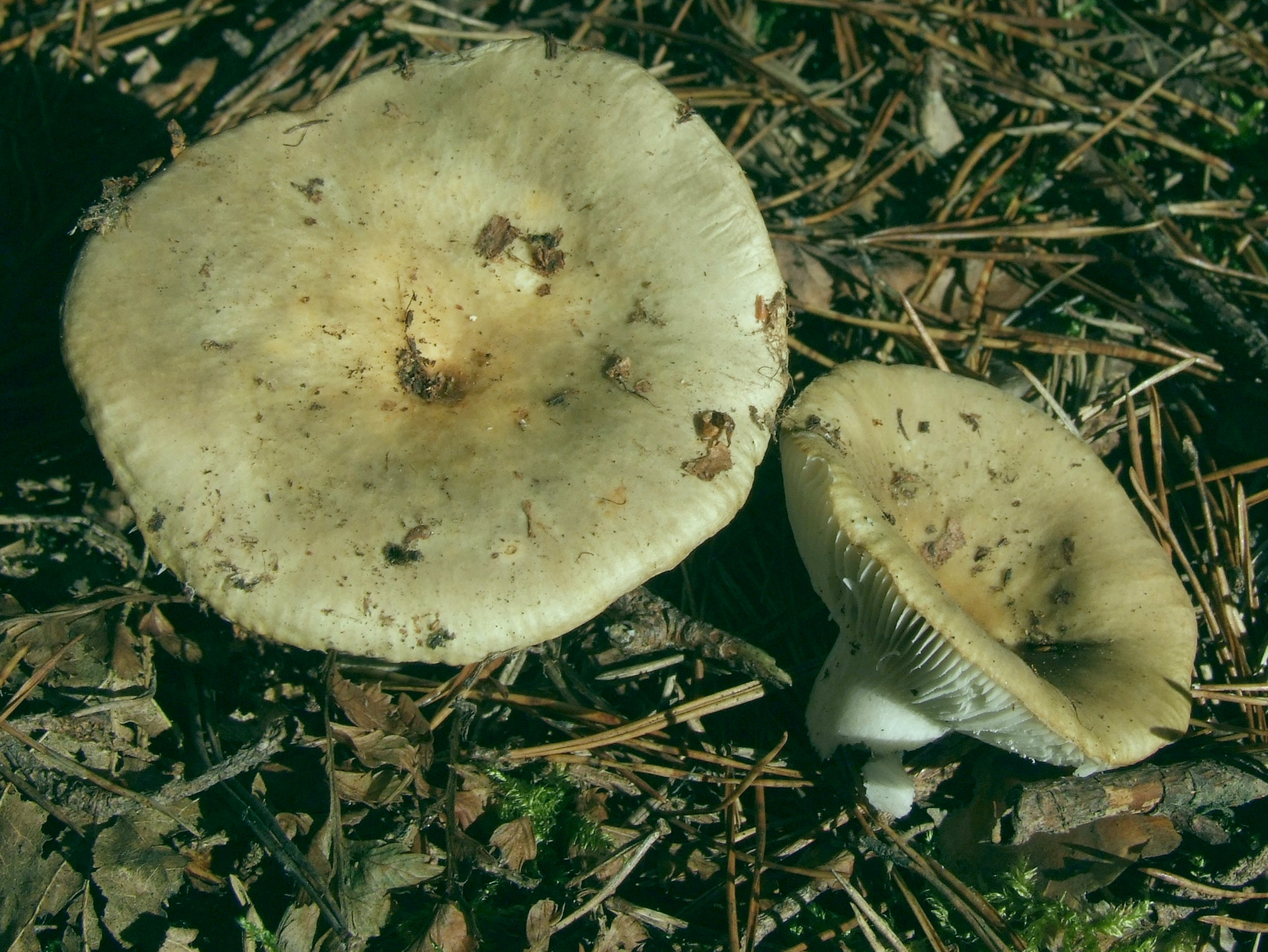
Dióízű galambgomba
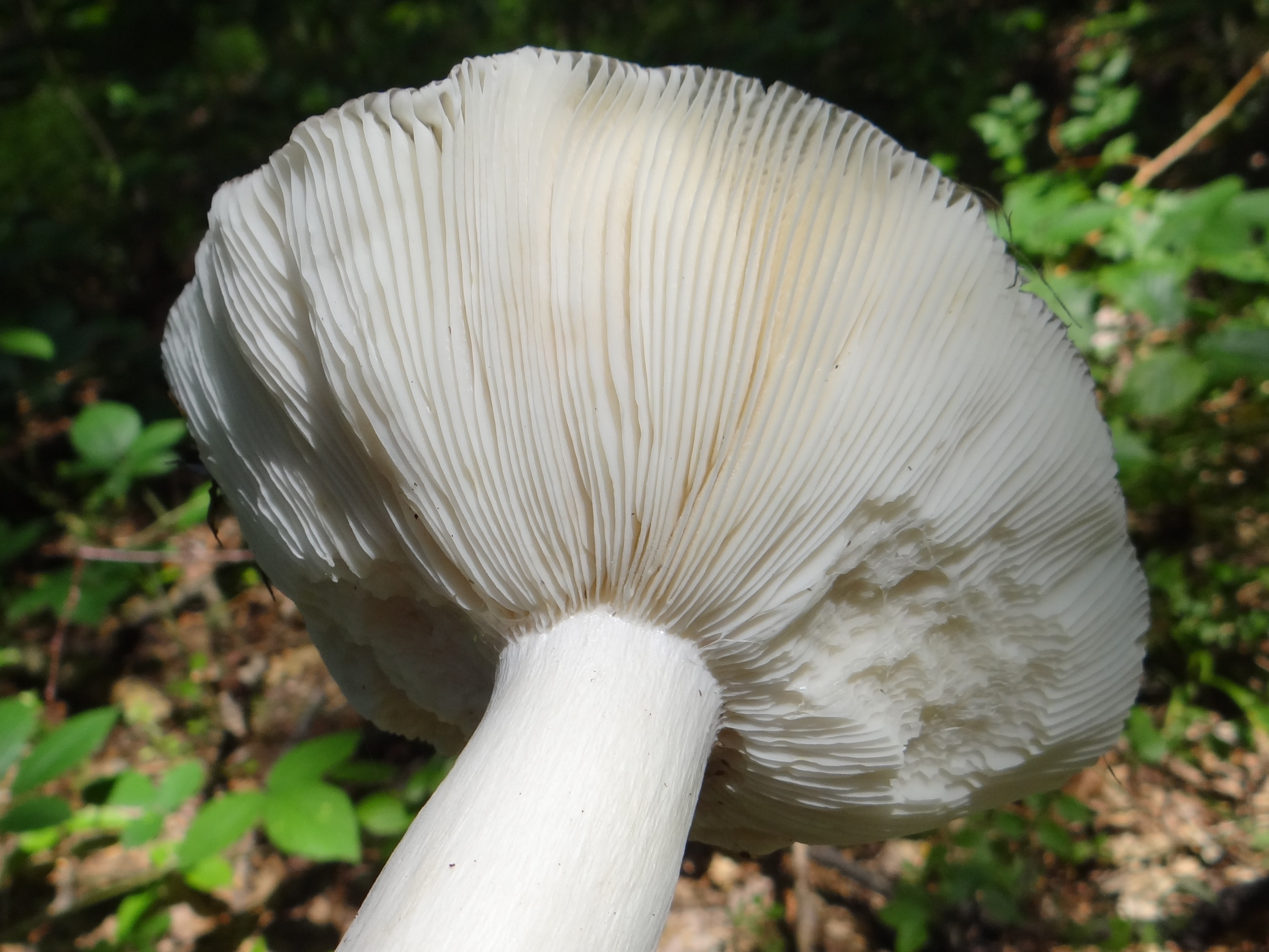
Lemezei
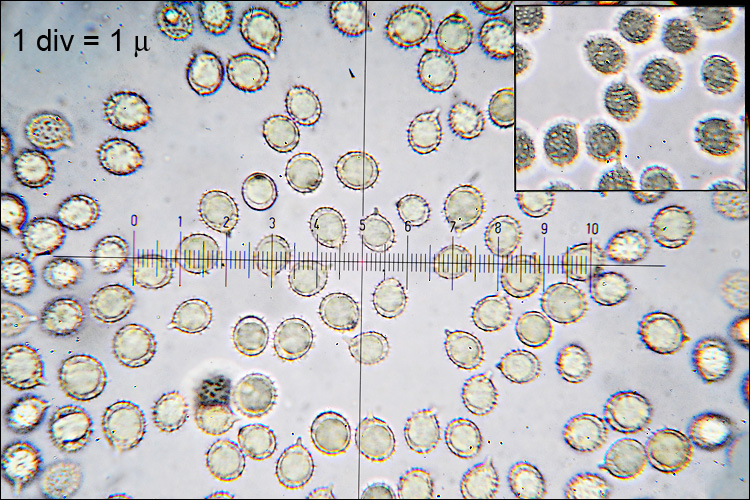
Spórái
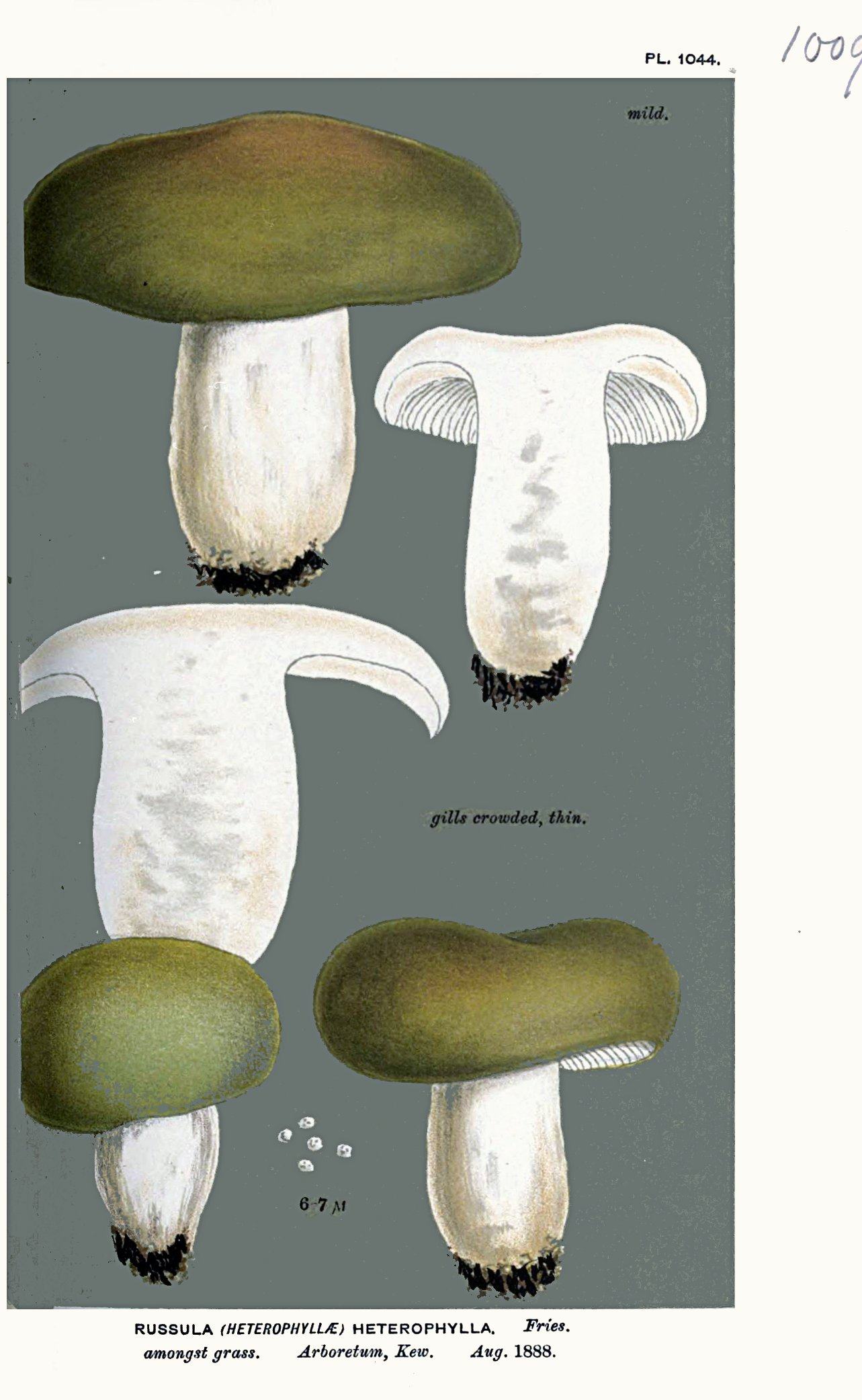
Ábrázolása egy brit gombászkönyvben (1881)